# 牛蹄麻
牛蹄麻（学名：Bauhinia khasiana）是豆科羊蹄甲属的植物。分布在印度、越南以及中国大陆的海南等地，多生于混交密林中，目前尚未由人工引种栽培。

## 异名
- Bauhinia khasiana Baker var. tomentella T. Chen